# Annegret Horbach
Annegret Rita Horbach (geb. 1966 in Blieskastel) ist eine deutsche Pflegewissenschaftlerin, Fachautorin und Hochschullehrerin. Sie ist Professorin für Klinische Pflegewissenschaft und Pflegeforschung an der Frankfurt University of Applied Sciences sowie Honorarprofessorin am Institut für Pflegewissenschaft der Pädagogischen Hochschule Schwäbisch Gmünd, war Vorstandsmitglied der Deutschen Gesellschaft für Pflegewissenschaft und wurde im Jahr 2024 zur Präsidentin des Deutschen Netzwerks Advances Practice Nursing & Adrvanced Nurses Practice gewählt.
Horbach absolvierte eine Ausbildung zur Krankenschwester und bildete sich im Jahr 1993 zur Mentorin und im Jahr 1994 zur Stationsleiterin fort. Bis 1997 folgten Weiterbildungen zur Fachpflegekraft im Operationsdienst. Im Jahr 1997 nahm Horbach ein Studium der Pflege- und Gesundheitswissenschaften an der Martin-Luther-Universität Halle-Wittenberg auf, das sie im Jahr 2001 mit einem Diplom abschloss. Zudem studierte sie an derselben Hochschule Wirtschaftsinformatik. Zwischen 2003 und 2008 war sie als Wissenschaftliche Mitarbeiterin am Institut für Gesundheits- und Pflegewissenschaft der medizinischen Fakultät der Universität Halle-Wittenberg tätig. Im Jahr 2008 promovierte sie sich an dieser Hochschule zum Thema Die präoperative Angst von Hörgeräteträgern.
Seit 2008 lehrt Horbach als Professorin für Klinische Pflegewissenschaft und -forschung an der Frankfurt UAS. Seit 2018 ist sie zudem Honorarprofessorin an der Pädagogischen Hochschule Schwäbisch Gmünd.
Horbach engagiert sich ehrenamtlich in mehreren Fachgesellschaften und Initiativen, wie dem Deutschen Pflegerat, des Deutschen Netzwerks für Qualitätsentwicklung in der Pflege sowie des Deutschen Berufsverbands für Pflegeberufe. Im Frühjahr 2022 wurde Horbach vom Deutschen Pflegerat in den Expertenrat „Pflegewissenschaft und Pandemie“ berufen. Das Gremium soll im Hinblick auf die COVID-19-Pandemie in Deutschland Möglichkeiten zum Schutz pandemiebedingt gefährdeter Patientengruppen aufzeigen. Im Mai 2024 wurde Horbach zur Präsidentin des Deutschen Netzwerks Advances Practice Nursing & Adrvanced Nurses Practice gewählt. Im November 2024 wurde die Fachkommission nach dem Pflegeberufegesetz neu besetzt. Horbach wurde in diese Fachkommission berufen. Die Fachkommission wird vom Bundesministerium für Gesundheit (BMG) und vom Bundesministerium für Familie, Senioren, Frauen und Jugend (BMFSFJ) für die Dauer von jeweils fünf Jahren eingesetzt.

## Publikationen
- Mit Patrizia Tolle und Angelika Plümmer: Hochschule als interdisziplinäres barrierefreies System, Kassel University Press, 2020.